# Клуїд
Клуїд (валл. Clwyd, МФА: [ˈklʊɨd]) — графство на півночі Уельсу; площа 2420 км²; міста Молд (адміністративний центр), Флінт, Денбі, Рексем; курорти на узбережжі: Колвін бей, Ріл, Престатін; річки: Ді, Клуїд; стародавні замки в основних містах, у долині Грінфілд на північний захід від Флінта розташовувася фронт Промислової революції до винаходу парового двигуна, зараз там знаходиться музей промислової археології; розвинене виробництво молочних і м'ясних продуктів, оптичного скла, хімікатів, вапняку, мікропроцесорів, пластмас; населення 491 100 (оцінка 2007 року), мови: валлійська (18%), англійська.
Графство було створено у 1974 році та припинило урядові функції в 1996 році. Існує як заповідне графство (англ. preserved county) для проведення церемоній.